# 斑带天竺鲷
斑带天竺鲷为輻鰭魚綱鈎頭魚目天竺鲷科圓竺鯛屬的鱼类。主要分布于印度洋、太平洋西部的印度尼西亚至菲律宾一带以及南海诸岛海域等。為環紋圓天竺鯛(Sphaeramia orbicularis)的同種異名。